# Женска фудбалска репрезентација Кинеског Тајпеја
Женска фудбалска репрезентација Кинеског Тајпеја ( Кинески Тајпеј кин: 中華臺北足球協會（對外,  кин: 中華民國足球協會（對內）) је национални фудбалски тим који представља Кинески Тајпеј на међународним такмичењима и под контролом је Фудбалског савеза Кинеског Тајпеја CTFA (кин:簡寫為), владајућег тела за фудбал у Кинеском Тајпеју.

### Временски оквир учешћа историја имена
| Датум     | Екипа | Екипа                |
| --------- | ----- | -------------------- |
| 1932–1936 | Кина  | као део Јапан        |
| 1948      | Кина  | Кина                 |
| 1952      | Кина  |                      |
| 1956      |       | Република Кина       |
| 1960      |       | Формоза (RCF)        |
| 1964–1968 |       | Тајван (TWN)         |
| 1972–1976 |       | Република Кина (ROC) |
| 1980      | Кина  |                      |
| 1984–     | Кина  | Кинески Тајпеј       |

## Опрема
| Домаћин 2013. | Гост 2013. | Домаћин 2014. | Гост 2014. | Домаћин 2015. | Гост 2015. | Домаћин 2019. | Гост 2019. |

## Светска ранг листа ФИФА
Ажурирано 6. фебруар 2022, после утакмице са  Вијетнам.
  Најбоља позиција    Најбољи помак    Најлошија позиција    Најгори помак  
| Историја светског рангирања ФИФА − Тајланда (жене) | Историја светског рангирања ФИФА − Тајланда (жене) | Историја светског рангирања ФИФА − Тајланда (жене) | Историја светског рангирања ФИФА − Тајланда (жене) | Историја светског рангирања ФИФА − Тајланда (жене) | Историја светског рангирања ФИФА − Тајланда (жене) | Историја светског рангирања ФИФА − Тајланда (жене) | Историја светског рангирања ФИФА − Тајланда (жене) | Историја светског рангирања ФИФА − Тајланда (жене) | Историја светског рангирања ФИФА − Тајланда (жене) | Историја светског рангирања ФИФА − Тајланда (жене) | Историја светског рангирања ФИФА − Тајланда (жене) |
|                                                    | Позиција                                           | Година                                             | Утакмица играно                                    | Поб                                                | Изг                                                | Нер                                                | Најбољи                                            | Најбољи                                            | Најлошији                                          | Најлошији                                          |                                                    |
| Поз                                                | Позиција                                           | Година                                             | Утакмица играно                                    | Поб                                                | Изг                                                | Нер                                                | Помак                                              | Поз                                                | Помак                                              |                                                    |                                                    |
| -------------------------------------------------- | -------------------------------------------------- | -------------------------------------------------- | -------------------------------------------------- | -------------------------------------------------- | -------------------------------------------------- | -------------------------------------------------- | -------------------------------------------------- | -------------------------------------------------- | -------------------------------------------------- | -------------------------------------------------- | -------------------------------------------------- |
|                                                    | 42 (12. 6. 2025)                                   | 2022                                               | 5                                                  | 2                                                  | 2                                                  | 1                                                  | 39                                                 | 0                                                  | 39                                                 | 0                                                  |                                                    |
|                                                    | 39                                                 | 2021                                               | 0                                                  | 0                                                  | 0                                                  | 0                                                  | 39                                                 | 1                                                  | 40                                                 | 1                                                  |                                                    |

## Такмичарски рекорд

### Светско првенство за жене
| Светско првенство у фудбалу за жене − резултати | Светско првенство у фудбалу за жене − резултати | Светско првенство у фудбалу за жене − резултати | Светско првенство у фудбалу за жене − резултати | Светско првенство у фудбалу за жене − резултати | Светско првенство у фудбалу за жене − резултати | Светско првенство у фудбалу за жене − резултати | Светско првенство у фудбалу за жене − резултати | Светско првенство у фудбалу за жене − резултати |        |
| Домаћин / Година                                | Резултат                                        | Позиција                                        | Ута                                             | Поб                                             | Нер                                             | Изг                                             | ГД                                              | ГП                                              |        |
| ----------------------------------------------- | ----------------------------------------------- | ----------------------------------------------- | ----------------------------------------------- | ----------------------------------------------- | ----------------------------------------------- | ----------------------------------------------- | ----------------------------------------------- | ----------------------------------------------- | ------ |
| 1991                                            | Четвртфинале                                    | 8.                                              | 4                                               | 1                                               | 0                                               | 3                                               | 2                                               | 15                                              |        |
| 1995                                            | Нису се квалификовале                           | Нису се квалификовале                           | Нису се квалификовале                           | Нису се квалификовале                           | Нису се квалификовале                           | Нису се квалификовале                           | Нису се квалификовале                           | Нису се квалификовале                           |        |
| 1999                                            | Нису се квалификовале                           | Нису се квалификовале                           | Нису се квалификовале                           | Нису се квалификовале                           | Нису се квалификовале                           | Нису се квалификовале                           | Нису се квалификовале                           | Нису се квалификовале                           |        |
| 2003                                            | Нису се квалификовале                           | Нису се квалификовале                           | Нису се квалификовале                           | Нису се квалификовале                           | Нису се квалификовале                           | Нису се квалификовале                           | Нису се квалификовале                           | Нису се квалификовале                           |        |
| 2007                                            | Нису се квалификовале                           | Нису се квалификовале                           | Нису се квалификовале                           | Нису се квалификовале                           | Нису се квалификовале                           | Нису се квалификовале                           | Нису се квалификовале                           | Нису се квалификовале                           |        |
| 2011                                            | Нису се квалификовале                           | Нису се квалификовале                           | Нису се квалификовале                           | Нису се квалификовале                           | Нису се квалификовале                           | Нису се квалификовале                           | Нису се квалификовале                           | Нису се квалификовале                           |        |
| 2015                                            | Нису се квалификовале                           | Нису се квалификовале                           | Нису се квалификовале                           | Нису се квалификовале                           | Нису се квалификовале                           | Нису се квалификовале                           | Нису се квалификовале                           | Нису се квалификовале                           |        |
| 2019                                            | Нису се квалификовале                           | Нису се квалификовале                           | Нису се квалификовале                           | Нису се квалификовале                           | Нису се квалификовале                           | Нису се квалификовале                           | Нису се квалификовале                           | Нису се квалификовале                           |        |
| 2023                                            | У току                                          | У току                                          | У току                                          | У току                                          | У току                                          | У току                                          | У току                                          | У току                                          | У току |
| Укупно                                          | Четвртфинале                                    | 8.                                              | 4                                               | 1                                               | 0                                               | 3                                               | 2                                               | 15                                              |        |

| Утакмице на Светском првенству | Утакмице на Светском првенству | Утакмице на Светском првенству | Утакмице на Светском првенству | Утакмице на Светском првенству | Утакмице на Светском првенству |
| Година                         | Коло                           | Датум                          | Противник                      | Резултат                       | Стадион                        |
| ------------------------------ | ------------------------------ | ------------------------------ | ------------------------------ | ------------------------------ | ------------------------------ |
| 1991                           | Групна фаза                    | 17. новембар                   | Италија                        | И 0 : 5                        | Стадион Ђангмен, Ђангмен       |
| 1991                           | Групна фаза                    | 19. новембар                   | Немачка                        | И 0 : 3                        | Стадион Џунгшан, Џунгшан       |
| 1991                           | Групна фаза                    | 21. новембар                   | Нигерија                       | П 2 : 0                        | [Стадион Ђангмен, Ђангмен      |
| 1991                           | Четвртфинале                   | 24. новембар                   | Сједињене Државе               | И 0 : 7                        | Стадион Нова плаза, Фошан      |

### Олимпијске игре
| Олимпијске игре − резултати | Олимпијске игре − резултати | Олимпијске игре − резултати | Олимпијске игре − резултати | Олимпијске игре − резултати | Олимпијске игре − резултати | Олимпијске игре − резултати | Олимпијске игре − резултати | Олимпијске игре − резултати | Олимпијске игре − резултати | Олимпијске игре − резултати |                       |
| Година                      | Резултат                    | Ута                         | Поб                         | Нер                         | Изг                         | ГД                          | ГП                          | ГР                          |                             |                             |                       |
| --------------------------- | --------------------------- | --------------------------- | --------------------------- | --------------------------- | --------------------------- | --------------------------- | --------------------------- | --------------------------- | --------------------------- | --------------------------- | --------------------- |
| 1996                        | Нису се квалификовале       | Нису се квалификовале       | Нису се квалификовале       | Нису се квалификовале       | Нису се квалификовале       | Нису се квалификовале       | Нису се квалификовале       | Нису се квалификовале       | Нису се квалификовале       | Нису се квалификовале       | Нису се квалификовале |
| 2000                        | Нису се квалификовале       | Нису се квалификовале       | Нису се квалификовале       | Нису се квалификовале       | Нису се квалификовале       | Нису се квалификовале       | Нису се квалификовале       | Нису се квалификовале       | Нису се квалификовале       | Нису се квалификовале       | Нису се квалификовале |
| 2004                        | Нису се квалификовале       | Нису се квалификовале       | Нису се квалификовале       | Нису се квалификовале       | Нису се квалификовале       | Нису се квалификовале       | Нису се квалификовале       | Нису се квалификовале       | Нису се квалификовале       | Нису се квалификовале       | Нису се квалификовале |
| 2008                        | Нису се квалификовале       | Нису се квалификовале       | Нису се квалификовале       | Нису се квалификовале       | Нису се квалификовале       | Нису се квалификовале       | Нису се квалификовале       | Нису се квалификовале       | Нису се квалификовале       | Нису се квалификовале       | Нису се квалификовале |
| 2012                        | Нису се квалификовале       | Нису се квалификовале       | Нису се квалификовале       | Нису се квалификовале       | Нису се квалификовале       | Нису се квалификовале       | Нису се квалификовале       | Нису се квалификовале       | Нису се квалификовале       | Нису се квалификовале       | Нису се квалификовале |
| 2016                        | Нису се квалификовале       | Нису се квалификовале       | Нису се квалификовале       | Нису се квалификовале       | Нису се квалификовале       | Нису се квалификовале       | Нису се квалификовале       | Нису се квалификовале       | Нису се квалификовале       | Нису се квалификовале       | Нису се квалификовале |
| 2020                        | Нису се квалификовале       | Нису се квалификовале       | Нису се квалификовале       | Нису се квалификовале       | Нису се квалификовале       | Нису се квалификовале       | Нису се квалификовале       | Нису се квалификовале       | Нису се квалификовале       | Нису се квалификовале       | Нису се квалификовале |
| 2024                        | У току                      | У току                      | У току                      | У току                      | У току                      | У току                      | У току                      | У току                      | У току                      | У току                      | У току                |
| Укупно                      | 0/7                         | –                           | –                           | –                           | –                           | –                           | –                           | –                           |                             |                             |                       |

### АФК Куп Азије у фудбалу за жене
| АФК Куп Азије за жене − резултати | АФК Куп Азије за жене − резултати | АФК Куп Азије за жене − резултати | АФК Куп Азије за жене − резултати | АФК Куп Азије за жене − резултати | АФК Куп Азије за жене − резултати | АФК Куп Азије за жене − резултати | АФК Куп Азије за жене − резултати | АФК Куп Азије за жене − резултати | АФК Куп Азије за жене − резултати | АФК Куп Азије за жене − резултати |
| Домаћин / Година                  | Резултат                          | Позиција                          | Ута                               | Поб                               | Нер*                              | Изг                               | ГД                                | ГП                                | ГР                                |                                   |
| --------------------------------- | --------------------------------- | --------------------------------- | --------------------------------- | --------------------------------- | --------------------------------- | --------------------------------- | --------------------------------- | --------------------------------- | --------------------------------- | --------------------------------- |
| 1975                              | Нису учествовале                  | Нису учествовале                  | Нису учествовале                  | Нису учествовале                  | Нису учествовале                  | Нису учествовале                  | Нису учествовале                  | Нису учествовале                  | Нису учествовале                  |                                   |
| 1977                              | Шампионке                         | 1.                                | 4                                 | 4                                 | 0                                 | 0                                 | 18                                | 1                                 | +17                               |                                   |
| 1980                              | Шампионке                         | 1.                                | 7                                 | 6                                 | 1                                 | 0                                 | 19                                | 0                                 | +19                               |                                   |
| 1981                              | Шампионке                         | 1.                                | 5                                 | 5                                 | 0                                 | 0                                 | 20                                | 0                                 | +20                               |                                   |
| 1983                              | Нису учествовале                  | Нису учествовале                  | Нису учествовале                  | Нису учествовале                  | Нису учествовале                  | Нису учествовале                  | Нису учествовале                  | Нису учествовале                  | Нису учествовале                  |                                   |
| 1986                              | Нису учествовале                  | Нису учествовале                  | Нису учествовале                  | Нису учествовале                  | Нису учествовале                  | Нису учествовале                  | Нису учествовале                  | Нису учествовале                  | Нису учествовале                  |                                   |
| 1989                              | Другопласиране                    | 2.                                | 5                                 | 3                                 | 0                                 | 2                                 | 9                                 | 3                                 | +6                                |                                   |
| 1991                              | Треће место                       | 3.                                | 5                                 | 2                                 | 2                                 | 1                                 | 9                                 | 3                                 | +6                                |                                   |
| 1993                              | Четврто место                     | 4.                                | 5                                 | 2                                 | 0                                 | 3                                 | 15                                | 11                                | +4                                |                                   |
| 1995                              | Треће место                       | 3.                                | 4                                 | 3                                 | 0                                 | 1                                 | 11                                | 3                                 | +8                                |                                   |
| 1997                              | Четврто место                     | 4.                                | 4                                 | 2                                 | 0                                 | 2                                 | 7                                 | 12                                | –5                                |                                   |
| 1999                              | Другопласиране                    | 2.                                | 6                                 | 4                                 | 1                                 | 1                                 | 25                                | 5                                 | +20                               |                                   |
| 2001                              | Групна фаза                       | 5.                                | 4                                 | 3                                 | 0                                 | 1                                 | 24                                | 1                                 | +23                               |                                   |
| 2003                              | Групна фаза                       | 7.                                | 4                                 | 2                                 | 1                                 | 1                                 | 7                                 | 7                                 | 0                                 |                                   |
| 2006                              | Групна фаза                       | 8.                                | 3                                 | 0                                 | 0                                 | 3                                 | 1                                 | 14                                | −13                               |                                   |
| 2008                              | Групна фаза                       | 8.                                | 3                                 | 0                                 | 0                                 | 3                                 | 0                                 | 17                                | −17                               |                                   |
| 2010                              | Нису се квалификовале             | Нису се квалификовале             | Нису се квалификовале             | Нису се квалификовале             | Нису се квалификовале             | Нису се квалификовале             | Нису се квалификовале             | Нису се квалификовале             | Нису се квалификовале             |                                   |
| 2014                              | Нису се квалификовале             | Нису се квалификовале             | Нису се квалификовале             | Нису се квалификовале             | Нису се квалификовале             | Нису се квалификовале             | Нису се квалификовале             | Нису се квалификовале             | Нису се квалификовале             |                                   |
| 2018                              | Нису се квалификовале             | Нису се квалификовале             | Нису се квалификовале             | Нису се квалификовале             | Нису се квалификовале             | Нису се квалификовале             | Нису се квалификовале             | Нису се квалификовале             | Нису се квалификовале             |                                   |
| 2022                              | Четвртфинале                      | 7.                                | 5                                 | 2                                 | 1                                 | 2                                 | 10                                | 7                                 | +3                                |                                   |
| Укупно                            | Шампионке                         | 1.                                | 63                                | 37                                | 6                                 | 20                                | 172                               | 84                                | +94                               |                                   |

*Жребови укључују утакмице где је одлука пала извођењем једанаестераца.